# San Andreas (Kalifornija)
San Andreas je naseljeno područje za statističke svrhe u američkoj saveznoj državi Kalifornija. Prema popisu stanovništva iz 2010. u njemu je živjelo 2.783 stanovnika.